# Карлини, Бенедетта
Бенеде́тта Карли́ни (итал. Benedetta Carlini; 20 января 1590, Веллано, Тоскана — 7 августа 1661, Пеша, Тоскана) — христианский мистик, католическая монахиня и аббатиса. С раннего детства получала домашнее религиозное образование и готовилась к монашеской жизни.
С 1599 года Бенедетта жила в Пеше в женской католической квазимонашеской общине, и в первые годы ничем особенным не выделялась среди других насельниц. Но потом у неё начались религиозно-мистические видения в изменённых состояниях сознания, затем появилась необъяснимая острая боль во всём теле, и наконец — кровоточащие стигматы; Бенедетта утверждала, что Христос избрал её своей невестой и заменил ей сердце. Весной 1619 года она возглавила общину, вскоре ставшую полноправным монастырём.
Первое церковное расследование, проведённое пробстом Пеши в 1619—1620 годах, подтвердило подлинность и божественное происхождение религиозного опыта Бенедетты. В 1621 году она якобы умерла и затем восстала из мёртвых в присутствии других монахинь и духовника. Второе расследование, которое проводил папский нунций во Флоренции в 1622—1623 годах, установило, что происходившие с Бенедеттой необычные явления имеют дьявольское происхождение либо являются мистификацией; также выяснилось, что она неоднократно вступала в лесбийские интимные отношения с другой монахиней. За это Бенедетта была снята с должности аббатисы, а с 1626 года находилась в одиночном заключении в том же монастыре, который прежде возглавляла, где и умерла 7 августа 1661 года.
Исследователи по-разному оценивают деяния и слова Бенедетты Карлини. Некоторые полагают, что их нельзя объяснить только лесбийским половым влечением, нарушениями психики или умышленным обманом; в те времена выдающийся религиозно-мистический опыт для большинства женщин оказывался единственным способом выразить себя и оставить своё имя в истории. Бенедетта Карлини стала главной героиней документальной книги Джудит Браун, пьесы Розмари Роув и художественного фильма режиссёра Пола Верховена.

## Ранние годы
Бенедетта Карлини родилась в ночь накануне дня святого Себастьяна (то есть 20 января) 1590 года в отдалённой горной деревне Веллано (итал. Vellano), расположенной в Апеннинах в 45 милях к северо-западу от Флоренции, в среднего класса итальянской семье. Отец — Джулиано Карлини (итал. Giuliano Carlini), один из богатейших жителей деревни, имевший там дом и ещё несколько строений, а также небольшую ферму в окрестностях, при том весьма набожный католик. Мать — Мидеа Карлини (Midea Carlini), урождённая д’Антонио Пьери (d'Antonio Pieri), сестра приходского священника. Роды были очень трудными, болезненными и опасными для матери и ребёнка, но обеим повезло остаться в живых. Джулиано посчитал это чудом, потому дал дочери имя Бенедетта (итал. Benedetta) — «благословенная» — и решил посвятить её Господу, то есть не выдавать её замуж, когда вырастет, а отдать в монастырь — несмотря на то, что Бенедетта была единственным ребёнком в семье. Свой же дом Джулиано завещал церкви, повелев, чтоб после смерти его и его жены он стал часовней во имя Божьей Матери.

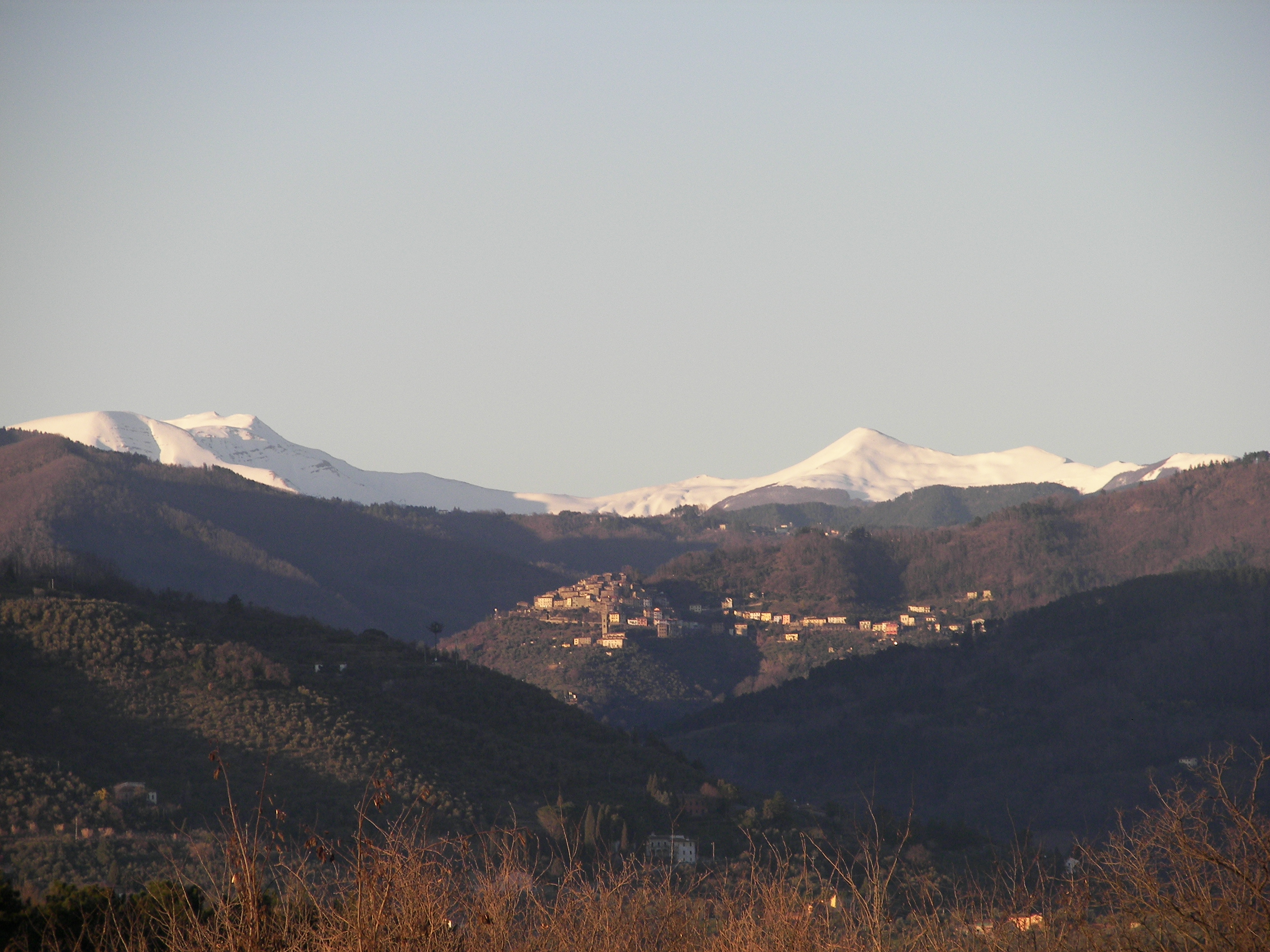
Деревня Веллано (2008 год)

Вскоре после рождения дочери семья переехала из Веллано на свою ферму в горах, где Бенедетта провела первые годы жизни; отец не нанимал ей няню, хоть и мог себе это позволить, о маленькой девочке заботилась только мать.
Джулиано лично занимался обучением своей дочери, что было редким в Италии эпохи Возрождения, где большинство девочек получали уроки только от своих матерей и были не очень грамотными. Бенедетта опережала многих ровесниц, но её образование и воспитание были почти целиком религиозными. В пять лет она уже знала наизусть «Литанию всем Святым» и некоторые другие молитвы, в шесть — научилась читать и кое-что понимала по-латински. Несколько раз в день она брала розарий и читала эту литанию, как учил её отец.

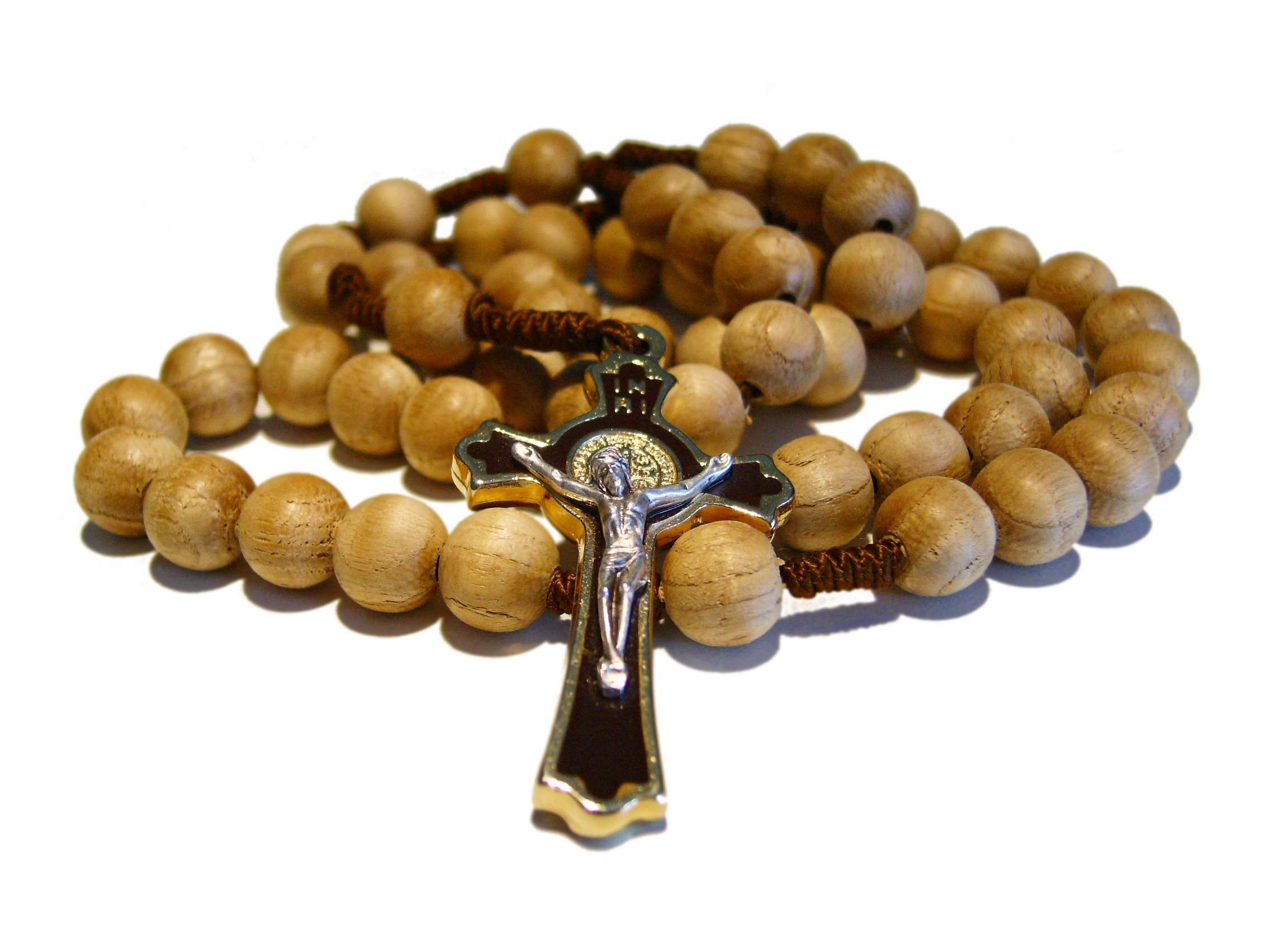
Католический розарий

Мать же учила Бенедетту пять раз в день читать «Отче наш» и восемь раз «Аве Мария». По всей видимости, Мидея приводила свою дочь под духовное покровительство Девы Марии, статуэтку которой родители купили специально для Бенедетты, и святой Екатерины Сиенской, чей мистический брак с Христом отмечался в их доме как праздник.
Некоторые предполагаемые чудеса сопровождали не только рождение, но и ранее детство Бенедетты Карлини. Так, однажды чёрная собака набросилась на неё и попыталась утащить, но вопли девочки напугали животное, и когда Мидеа подбежала к дочери, пса уже не было видно. Родители Бенедетты решили, что это был не иначе как дьявол, принявший облик собаки. В другой раз Бенедетта стояла на крыльце дома, пела лауды Деве Марии и вдруг услышала, как соловей начал ей подпевать. Девочка восприняла это чудо как нечто обычное, и просто сказала птице замолчать, поскольку не хотела аккомпанемента молитве. Соловей послушался Бенедетту, прекратил петь и снова начал лишь тогда, когда она разрешила. В следующие два года этот соловей прилетал и пел в любое время дня и ночи, стоило только Бенедетте пожелать. Трудно определить религиозное значение такого соловьиного пения; в европейском народном фольклоре и литературе того времени соловей символизировал чувственность и плотскую любовь.

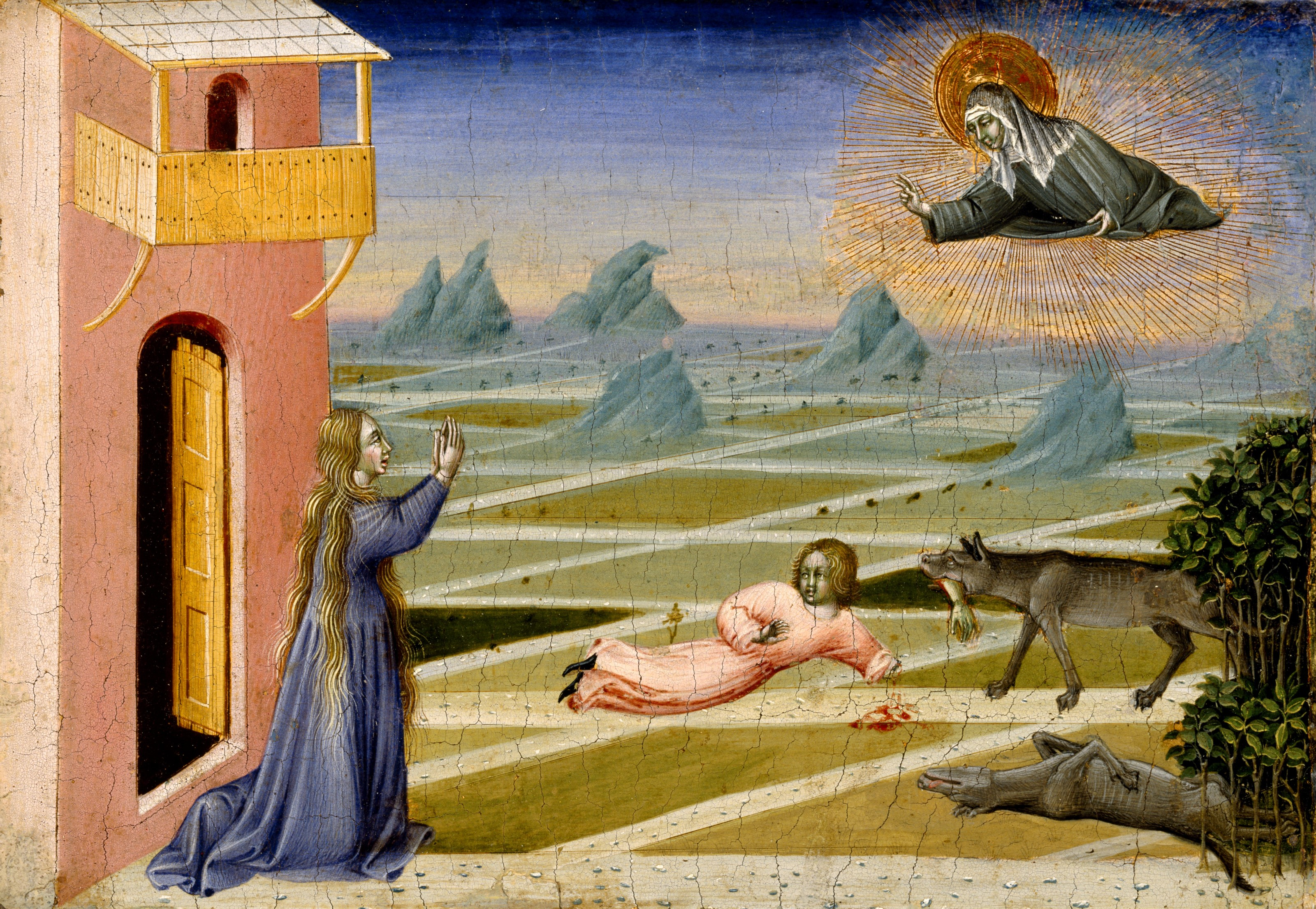
Святая Клара спасает ребёнка от волков

Весной 1599 года Джулиано решил исполнить обет, данный при рождении дочери, и отвёз Бенедетту в женскую религиозную общину в городе Пеша. Как только они тронулись в путь, тот соловей ещё раз появился и полетел вослед. Бенедетта обернулись к нему и сказала: «До свидания, соловей! Я еду в Пешу и оставляю тебя». Соловей улетел, и жители Веллано больше никогда не видели и не слышали его.

## В монастыре
Группа незамужних верующих женщин-аскеток, в которой оказалась девятилетняя Бенедетта, тогда ещё не была официальным католическим монастырём, а её участницы не давали полных монашеских обетов. Эта община была основана девятью годами ранее (то есть в 1590 г.) вдовой знатного пешатинца Пьерой Паньи (итал. Piera Pagni) и поначалу представляла собой просто женский приют, устроенный в частном доме, насельницы которого жили коммуной, пряли шёлк, уделяли много времени молитвам и другим духовным практикам.

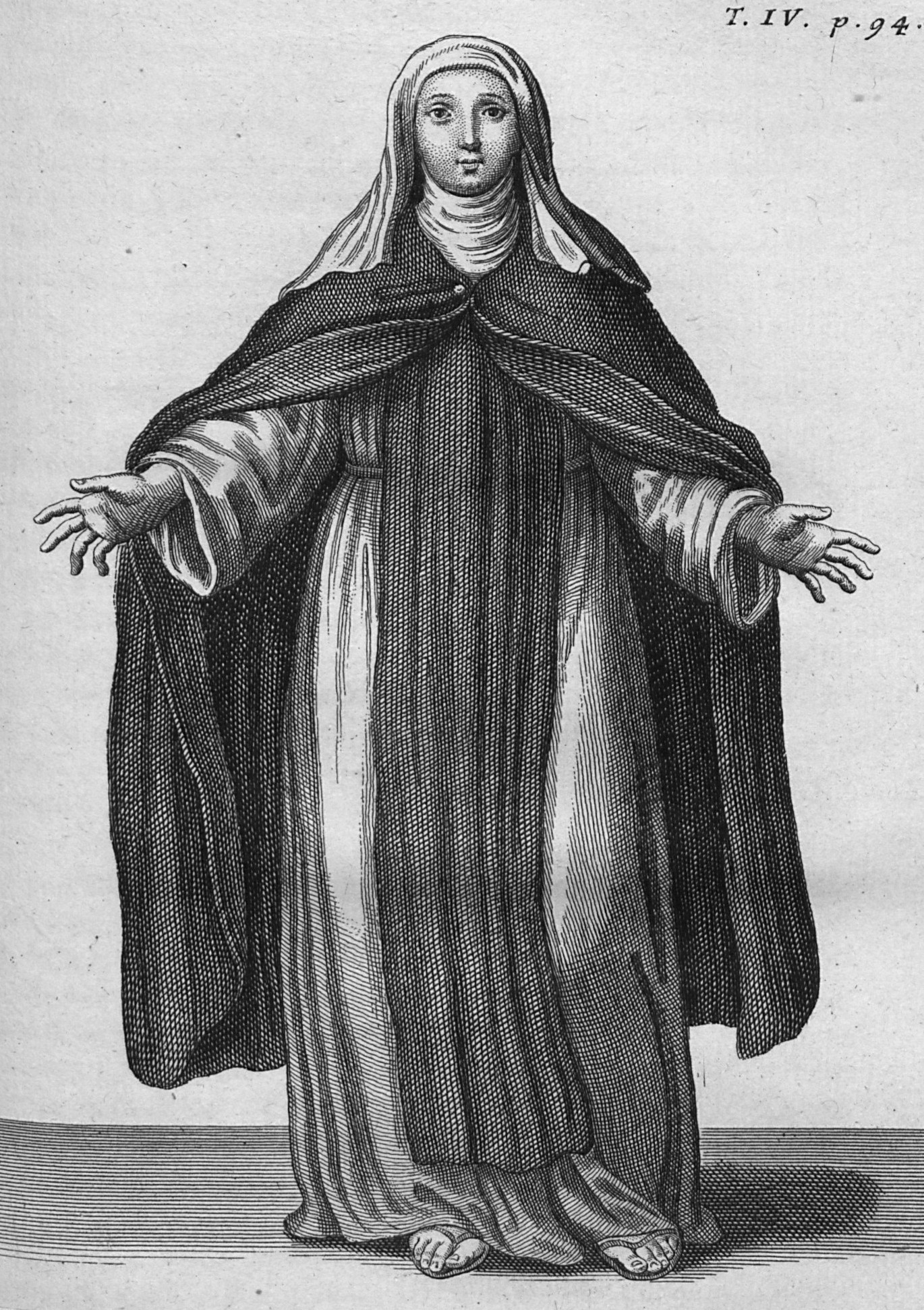
Монахиня-«театинка» (рисунок 1715 года)

У основательницы был известный родственник, также посвятивший себя религии — Антонио Паньи (итал. Antonio Pagni). Он окончил Пизанский университет, получил степень по каноническому праву и в 1588 году создал независимую мужскую католическую конгрегацию «Отцов Святого Благовещения» (англ. Fathers of the Holy Annunciation), к которой примкнул священник Паоло Рикордати (итал. Paolo Ricordati), несколько других священнослужителей и мирян. Эти люди прославились своей праведностью, и потому в народе их стали называть «отцы-театинцы», хотя они не были членами ордена театинцев, основанного святым Каэтаном Тиенским, а в 1623 году коллективно присоединились к другой конгрегации — варнавитам. «Отцы Святого Благовещения» согласились духовно окормлять и поддерживать женщин из полумонашеской общины Пьеры Паньи. Паоло Рикордати стал их отцом-исповедником. После этого и его духовных дочерей местные жители прозвали «театинками», несмотря на то, что в 1590-е годы орден театинцев был исключительно мужским; лишь в 1633 году к нему присоединилась женская монашеская конгрегация, основанная досточтимой Урсулой Бенинказой (итал. Orsola Benincasa).
В 1599 году в Пеше действовало три официальных монастыря: Сан-Мишель (San Michele, основан в XII в.), Санта-Кьяра (Santa Chiara, 1490 г.) и недавно созданный Санта-Мария-Нуова (Santa Maria Nuova). Но из-за происходившего тогда религиозного возрождения, быстрого роста населения этого города и всей провинции Валдиньеволе (итал. Valdinievole), в них не хватало мест для всех желающих стать монахами или монахинями. Кроме того, монашество не всегда оказывалось осознанным личным выбором, особенно для женщин. Нередко родители, так и не сумевшие выдать свою дочь замуж, отдавали её в монастырь, не найдя другого выхода. Многим малоимущим одиноким женщинам было больше некуда податься. В одни монастыри реально было попасть только родственникам или местным, в других от новичков стали требовать уплаты всё бо́льших и бо́льших вступительных взносов. «Невесты Христовы» оказались нужны только вместе с приданым, как и невесты мирских женихов. В Пеше приданое дочери знатных родителей стоило примерно 1500 скуди (итал. scudi), а место в престижном монастыре вроде Санта-Кьяры — 400, в то время как квалифицированный рабочий в год получал не более 55—60 скуди. В полумонашеской коммуне, основанной Пьерой Паньи, «приданое» тоже требовалось, но меньшее — всего около 160 скуди, и родители Бенедетты могли столько заплатить. Во второй половине XVI века существовало много подобных женских общин, и они нередко становились выходом для тех женщин, которые не могли или не хотели идти в действующие католические монастыри. Часть этих общин в дальнейшем получила монастырский статус, и некоторые из самых успешных женских религиозных орденов (например, урсулинки) начинались именно так. Порой глубоко верующие женщины, сами твёрдо решившие посвятить себя Богу, выбирали полумонашескую общину, даже если могли попасть в официально признанный католической церковью и светскими властями монастырь, поскольку в давно существовавших обителях было много монахинь, ставших таковыми под давлением родственников или в безвыходной ситуации. А это нередко приводило к разложению монашеского уклада, и жизнь невостребованных женихами знатных девиц в престижных монастырях уже мало чем отличалась от их жизни в миру. Полумонахини, которых никто не принуждал оставаться в общине, часто реально жили по более строгому уставу, чем такие невольные монахини.
Коммуна, в которую вступила Бенедетта Карлини, жила по «Уставу святого Августина». Первоначально это было просто письмо, которое Аврелий Августин написал своей сестре, руководившей группой монахинь и столкнувшейся с трудностями в управлении и организации, а также её подчинённым. Это правило не регламентировало в мельчайших деталях все стороны жизни монахинь, а представляло собой набор довольно общих духовных наставлений и советов, в рамках которых каждая община могла установить свои конкретные правила. Основные требования, которое «правило святого Августина» предъявляло к каждой монахине — жить в общине и не иметь индивидуальной частной собственности, соблюдать молитвенные правила, умерщвлять плоть постами, носить скромную одежду и т. д. Это правило было принято за основу во многих женских монастырях и квазимонашеских коммунах. Какие правила жизни тогда были приняты у пешанских «театинок» — точно неизвестно, поскольку таких записей не сохранилось. Скорее всего, устав (конституция) этой общины вообще не был записан до 1650-х годов, так как её участницы опасались отпугнуть новых желающих вступить в общину подробным описанием того, что им предстояло соблюдать. Один из «Отцов Святого Благовещения», посещавших окормляемую ими коммуну, оставил краткую заметку о том, что жизнь этих полумонахинь мало отличалась от жизни полноправных католических монахинь и состояла из «постов, умерщвления плоти, послушания, уроков, еженедельных евхаристий; [при этом они] оставались изолированными [от мирского общества] и показывались [людям за пределами монастыря] только на мессе в ближайшей церкви, исповедовались в своих грехах в трапезной и каждые пятнадцать дней — в их моленной в присутствии всех [участниц общины]». Эти же «Отцы Святого Благовещения» установили в этой полумонашеской общине практически такую же управленческую иерархию, как в официальных католических монастырях: «У них должны быть: руководящая общиной старшая сестра, учительница новоприбывших и другие обычные должностные лица, как у полноправных монахинь»
Как только отец оставил девятилетнюю Бенедетту в общинном доме, она опустилась на колени перед статуей Мадонны и произнесла: «Моя милосерднейшая Матерь, я оставила мою плотскую мать ради тебя, я умоляю: прими меня как твою дочь». Казалось, статуя кивнула головой в знак согласия. Через некоторое время Бенедетта снова молилась у этой же статуи, и вдруг статуя наклонилась и упала прямо на девочку. Юная послушница сначала перепугалась, но потом подумала, что это — доброе чудо, и Богоматерь просто хотела поцеловать её. Воспринимавшая чудеса как что-то в порядке вещей, Бенедетта изумлялась и трепетала перед этим деянием Приснодевы, свидетельствующем о могуществе Божьем.
Первые годы жизни Бенедетты в этой католической обители не были ничем примечательны. Двадцать лет спустя другие сёстры вспоминали, что она всегда была очень послушной и примерной во всех её делах, дважды в неделю принимала причастие и ни разу не сделала ничего предосудительного. Если какие-то сверхъестественные явления и происходили с ней в тот период, Бенедетта никому не рассказывала о них.
В 1610 году община купила ферму в коммуне Фучеккьо за 1750 скуди и стала более успешной и самодостаточной в экономическом плане. Из сохранившихся записей известно, что годовой доход этой группы полумонахинь достигал 300 скуди, из которых половину составляла выручка от продажи шёлка, изготовленного участницами, а другую половину обеспечивали эта ферма, «приданые» новых участниц и другие источники дохода. В следующем году они получили из Рима разрешение на привлечение новых девушек и проведение генерального капитула. После этого община занялась строительством нового здания монастыря, которое было завершено в октябре 1613 года. А в апреле 1618 женщины обратились к светским властям с просьбой разрешить достройку этого здания, чтоб в нём могли жить 30 сестёр (на тот момент их было 18, но они были уверены в дальнейшем росте своей общины). Несмотря на то, что сооружение такой пристройки к зданию стоило 4000 скуди и требовало демонтажа части городской стены, проект был одобрен и вскоре начал осуществляться.

## Духовный опыт и видения
В 1613 году, незадолго до того, как пешанские «театинки» получили разрешение на строительство монастыря, Бенедетта, которой уже исполнилось двадцать три, рассказала настоятельнице и отцу-исповеднику о своих сверхъестественных видениях. Первое явилось ей однажды утром во время молитвы. Она вдруг как будто оказалась в прекрасном саду, полном плодов и цветов. В центре сада был фонтан с ароматной водой, а у фонтана стоял ангел, державший табличку с надписью «Кто бы ни хотел набрать воды из этого фонтана, пусть он очистит свою чашу или не приближается». Бенедетта не поняла, что означает эта надпись, и спросила у ангела. Тот пояснил: «Если хочешь познать Бога, освободи сердце своё от всех земных желаний». Услышав это, Бенедетта ощутила острое желание покинуть земной мир и остаться в том саду, однако видение угасло, и она с большой болью и тоской вернулась в нормальное состояние сознания. Но вскоре снова ощутила несказанное счастье и твёрдое желание быть хорошей, более сильное, чем когда-либо прежде. В другой раз к Бенедетте явился в видении мужчина в ярко блистающих одеждах, который спас её от львов, скорпионов и кабанов, и сказал, что те звери — это демоны, а он — Иисус. Ещё через некоторое время привиделся юноша, который сказал Бенедетте взобраться на Гору Совершенства, но она не смогла этого сделать — склон был очень крутой и сложный, и Бенедетта постоянно спотыкалась, падала и снова оказывалась у подножия этой горы. Юноша сказал, что она и не сможет взойти на эту гору сама, без руководства истинного проводника — её духовного отца-исповедника.
Некоторые из тех видений Бенедетта пережила, находясь в полном одиночестве, другие подобные состояния начинались при свидетелях. Те рассказывали, что видели, как во время молитвы Бенедетта впадала в трансоподобное состояние, в котором начинала издавать непонятные звуки и жестикулировать, не могла ответить на задаваемые ей вопросы о том, что с ней происходит.

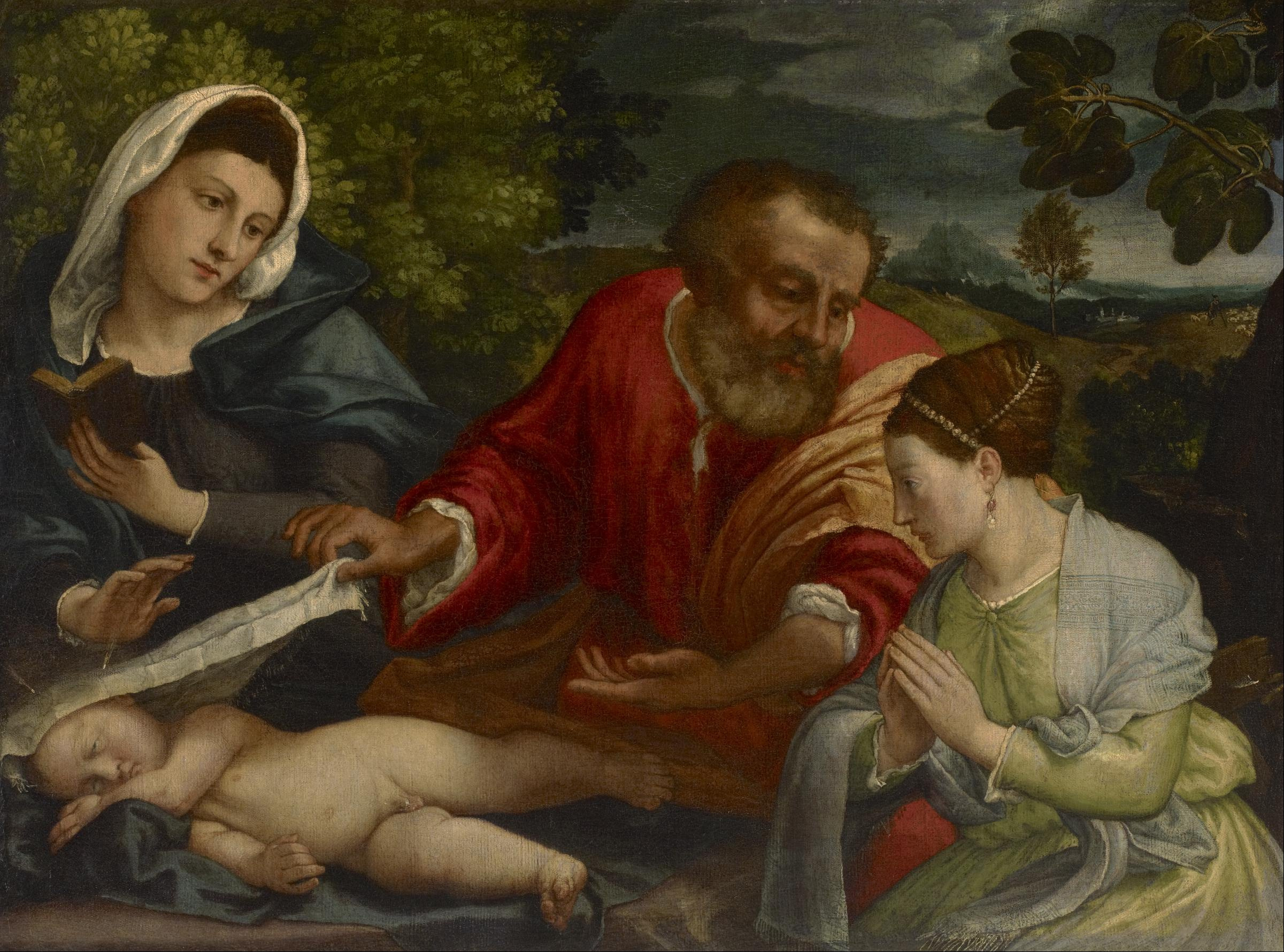
Святое семейство

Визуализации, а иногда даже видения во время молитв были распространённой духовной практикой в домодерновой Европе. В католических руководствах по молитве, составленных Луисом де Гранада, Карло Борромео и другими видными деятелями церкви, которые Бенедетта иногда читала, рекомендовалось во время молитвы или чтения Священного Писания представлять соответствующие места, события и людей, особенно Святое семейство.
Отношение Бенедетты к посетившим её видениям поначалу было настороженным. Она знала о том, какую силу и какую опасность могут таить в себе подобные сверхъестественные (или кажущиеся таковыми) явления, но вряд ли могла предполагать, что они могут оказаться не более чем иллюзией, плодом воображения или патологической галлюцинацией. По всей видимости, и Бенедетта Карлини, и её духовник Паоло Рикордати были уверены, что за всем этим стоят некие реальные силы — вопрос был лишь в том, божественные или дьявольские они на самом деле. Рикордати поначалу говорил Бенедетте, чтоб та не верила никаким словам существ из видений, чтоб не попасться на возможные уловки дьявола, старалась не впадать в транс, и «молила Бога, чтоб Он послал ей мучения вместо экстазов и откровений, поскольку так ей будет легче устоять перед дьявольскими обманами». Бенедетта сделала, как сказал отец-исповедник. У неё получалось избегать видений и трансовых состояний, однако долго не удавалось чудесным образом испытать какие-либо особые мучения. И лишь в 1615 году молитвы Бенедетты, казалось, были услышаны: она начала испытывать столь сильную боль во всём теле, что была парализована ею. Врачи не могли не только помочь, но даже поставить диагноз. Никакие лекарства не облегчали боль Бенедетты. Она же сама думала, что такая загадочная болезнь — это и есть тот знак благосклонности Бога, о котором спрашивал Паоло Рикордати, считала себя получившей особую милость Господню и ожидала, что теперь и другие признают это — и была ужасно разочарована. Ничего по-настоящему не изменилось, и ещё два года Бенедетта молча терпела всю эту боль среди рутины молитв, постов и ручного труда — всего того, что составляет общежитно-монашескую жизнь.
В 1617 году видения возобновились. Но в них, вместо встреч с Христом и ангелами, Бенедетту по ночам преследовал статный юноша, который пытался её убить и бил её по всему телу цепями, мечами, дубинками и другим оружием. Причём Бенедетта не только видела это, но и чувствовала мучительную физическую боль. Этот же молодой мужчина убеждал Бенедетту покинуть общину и следовать за ним, говоря, что, продолжив монашескую жизнь, она лишь сделается больной, но не получит никаких гарантий спасения души. Однажды он даже предложил Бенедетте стать его невестой, а когда та отказалась — попытался взять грубой силой. Подобные атаки случались несколько раз в неделю и длились по шесть — восемь часов подряд. В одну из ночей Бенедетта не вытерпела и стала кричать, звать на помощь других монахинь. После этого настоятельница и отец-исповедник решили поселить в одной келье с ней юную Бартоломею Кривелли (итал. Bartolomea Crivelli), чтоб та хоть как-то помогала Бенедетте бороться с дьяволом, или хотя бы присматривала за ней. Если настоятельница и духовник и сомневались тогда в действительности Бенедеттиных видений, то не высказывали своих сомнений. Скорее они посчитали происходящее неким благословением свыше, дарованным их обители, раз в ней присутствует мистик, чьё тело стало полем битвы между сверхъестественными силами. И были очень обеспокоены состоянием здоровья ослабленной такими муками Бенедетты, потому освободили её от многих повседневных работ. Не исключено, что Паоло Рикордати и настоятельница были заинтересованы в том, чтобы видения Бенедетты Карлини оказались настоящими и божественными: это могло способствовать скорейшему получению их общиной статуса католического монастыря и общественного признания.
В 1618 году завершилась достройка нового монастырского здания. Переселение монахинь в новое жильё было торжественным мероприятием. Во время его Бенедетта при всём народе впала в экстатический транс, в котором видела ангелов Пеши, которые устилали её путь цветами и воздавали почести ей, а когда процессия подошла к воротам нового монастыря, явилась сама Мадонна, приветствовала Бенедетту и придала ей двух ангелов-хранителей. Никто другой не видел этих ангелов и цветов, но многие горожане видели Бенедетту Карлини в явно необычном состоянии духа. Слухи об этой монахине быстро разлетелись по городу.

## Аббатиса со стигматами

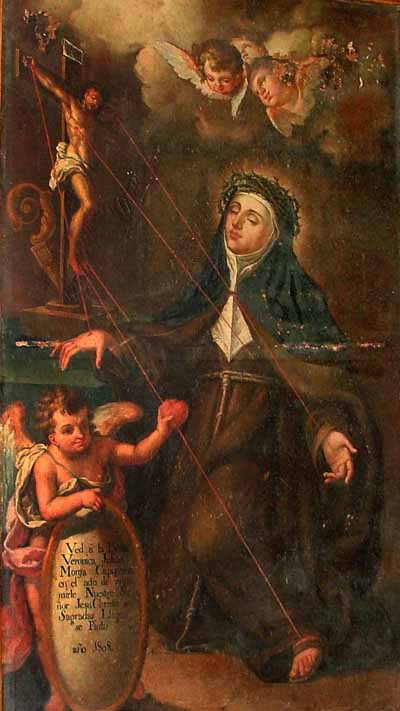
Св. Вероника получает стигматы

Через три месяца после переселения, во вторую пятницу Великого поста, у Бенедетты появились стигматы. По её собственным словам, это произошло между двумя и тремя часами ночи, когда она лежала на кровати. Привиделся распятый Христос и яркие лучи от его ран на её голову, руки, ноги и бок. Это причинило страшную боль, но сердце чувствовало такое удовлетворение, какого никогда прежде не чувствовало. Бартоломея Кривелли была рядом и стала первой свидетельницей появления кровоточащих знаков на теле Бенедетты. Она же видела, что Бенедетта лежала в форме креста и сделалась красной, как тлеющий уголь, и говорила вслух: «Господи, здесь есть другие получше меня, я недостойна этого, потому что я грешница», Потом Бенедетта попросила Бартоломею приподнять её, потому что была не в силах встать с кровати. И Бартоломея увидела красные знаки, похожие на маленькие розетки, на руках, ногах и боку Бенедетты, а также тёмно-красный ободок вокруг головы — но он не кровоточил.
Эти стигматы стали первым вещественным доказательством сверхъестественных явлений, происходящих с Бенедеттой. Снизошедшая на неё божественная благодать быстро была признана, и в какой-то день между февралём и маем 1619 года монашеская коммуна избрала Бенедетту Карлини своей аббатисой.
Во время Великого поста того года Паоло Рикордати регулярно приезжал к монахиням и слушал, что Бенедетта проповедовала им, когда они «очищали себя» плетьми в знак покаяния. Выступая с такими проповедями, Бенедетта всегда была в трансе и говорила не от собственного имени, но от имени ангела, убеждавшего монахинь жить лучше. Но когда Бенедетта не была в изменённом состоянии сознания, Паоло Рикордати не разрешал ей проповедовать, ибо «постыдно для женщины», даже для аббатисы, говорить в христианской церкви. Но если женщина наделена даром пророчества или другими божественными дарами, если её устами говорит не она, но высшие силы — можно было сделать исключение.

## Обмен сердец и ангел Сплендителло
21 марта 1619 Паоло Рикордати вызвал к себе Бенедетту и сказал ей: «Сегодня — день святого Бенедикта, день твоего святого, входи в экстаз с наслаждением, я разрешаю». Это был эксперимент для того, чтобы проверить, могут ли видения приходить по команде. В тот же день на вечернем богослужении Бенедетта впала в транс, а затем ночью к ней явилось новое чудо, которого с ней раньше не было. Она увидела Христа красивым юношей с длинными волосами и в длинной красной мантии. Рядом с ним была святая Екатерина Сиенская, другие святые и ангелы. Бенедетта повернулась к Бартоломее, сказала: «Я не знаю — может быть, это проделки дьявола? Молись Богу за меня. Если это проделки дьявола, я сотворю крестное знамение в сердце, и он исчезнет». Юноша говорил, что он — Иисус и пришёл взять сердце Бенедетты. «Что ты делаешь, мой Иисус! — рассмеялась Бенедетта. — Ты пришёл взять моё сердце, но я не желаю делать этого без разрешения Духовного Отца». Юноша напомнил ей о том, что исповедник сказал: она может делать всё по Божьей воле, безо всяких оговорок. Как потом утверждала Бенедетта, Иисус вынул её сердце и через три дня вернулся и вставил ей другое; его чудесной силой она смогла прожить три дня без сердца. Бартоломея позднее говорила, что когда она поправляла одеяло Бенедетты и дотронулась до её груди там, где должно быть сердце — нащупала пустоту. Чтобы сохранить физическую чистоту Бенедетты, явившийся Иисус запретил ей есть мясо, яйца и молочные продукты, пить что-либо, кроме воды. А чтобы сохранить её духовную чистоту, он приставил к ней ангела-хранителя по имени Сплендителло. Бенедетта видела этого ангела как красивого мальчика в белых одеждах с цветочным венком на голове. В руке он держал зелёную палку длиной около двух футов. На этой палке с одной стороны были цветы, с другой — шипы. Цветами Сплендителло благословлял Бенедетту, когда она была угодна Иисусу, шипами — наказывал, если она делала что-то не то. Она начала часто мыться и не выносила грязи. Получение телесных наказаний от ангела и столь тщательное очищение тела были очень необычными для католических святых и монахов.

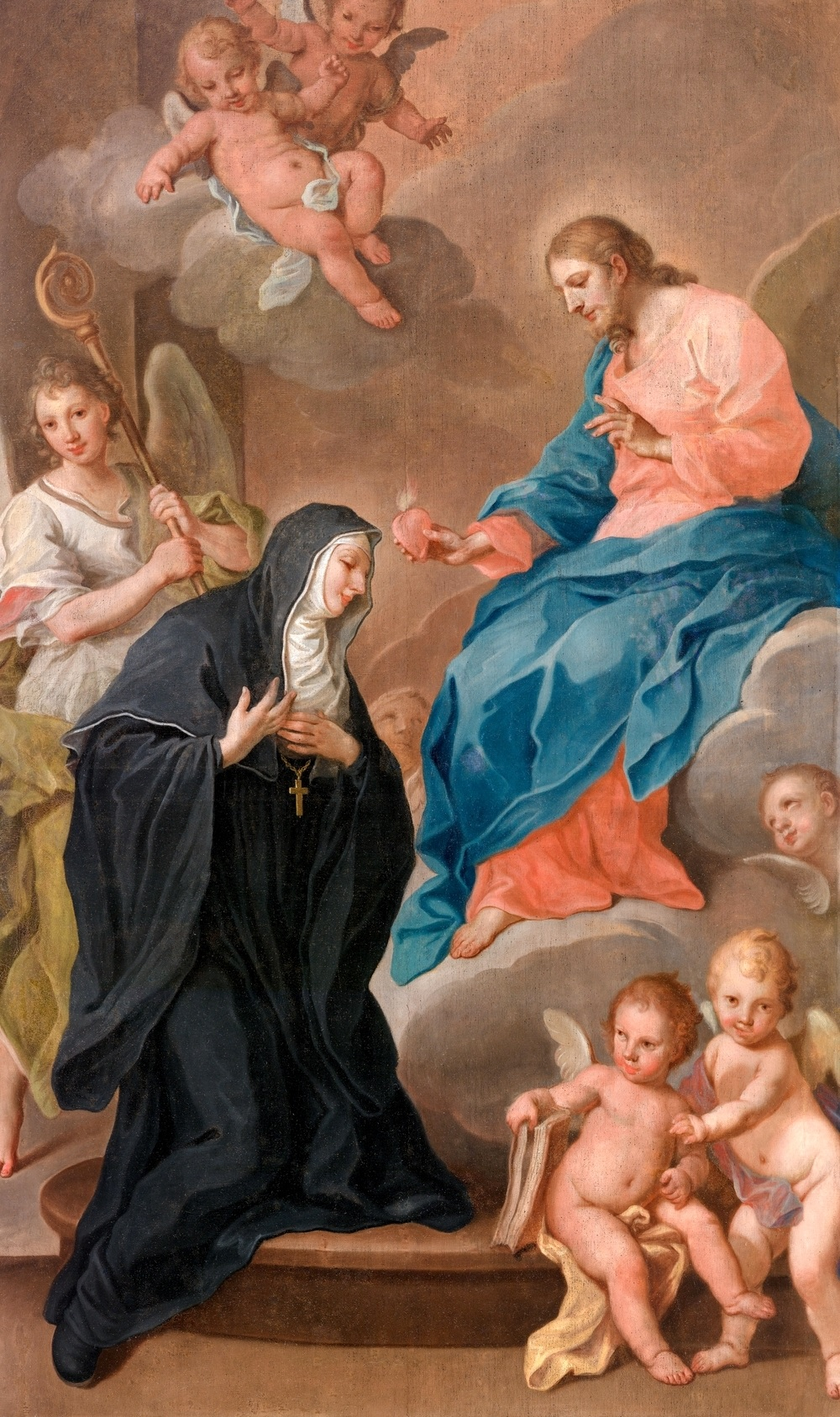
Обмен сердец с Христом святой Гертруды

Переселившись в новое здание, полумонахини-«театинки» начали завершающий этап церковно-административных процедур учреждения нового католического монастыря, по завершении которых они уже могли стать полноправными монахинями. В 1619 году община подала прошение о «полном ограждении» от мира папе римскому Павлу V. Папские чиновники, рассматривавшие это прошение, попросили пробста Пеши Стефано Кекки (итал. Stefano Cecchi) написать доклад об этом.

## Брак с Христом
По словам Бенедетты Карлини, Иисус вновь явился к ней 20 мая 1619 года и объявил, что желает устроить торжественную свадебную церемонию через неделю. Он же дал подробные инструкции по украшению капеллы. Так, верхняя часть алтаря должна была быть покрыта светло-голубой тканью, правая сторона — красной, другие две стороны — зелёной, и пол тоже следовало покрывать тканью. В алтаре должны были быть образа Христа и Мадонны, цветы всяких сортов и расцветок, три кресла и 12 подушек. Всем монахиням общины надлежало присутствовать на церемонии с зажжёнными свечами. О том, что следовало делать далее, явившийся в видении к Бенедетте Иисус сразу не сказал, но обещал сказать на само́й свадьбе. Во время того видения Бенедетта находилась в состоянии транса и потом не могла вспомнить, что говорила, однако другие монахини слышали её слова и начали готовиться к проведению церемонии. Выйдя из транса, она сомневалась, был ли это настоящий Иисус или какая-то дьявольская иллюзия, не понимала, зачем из её мистического брака с Христом делать публичное событие, и только через три дня после видения решилась о нём рассказать Паоло Рикордати. Тот неожиданно одобрил проведение церемонии мистического брака.

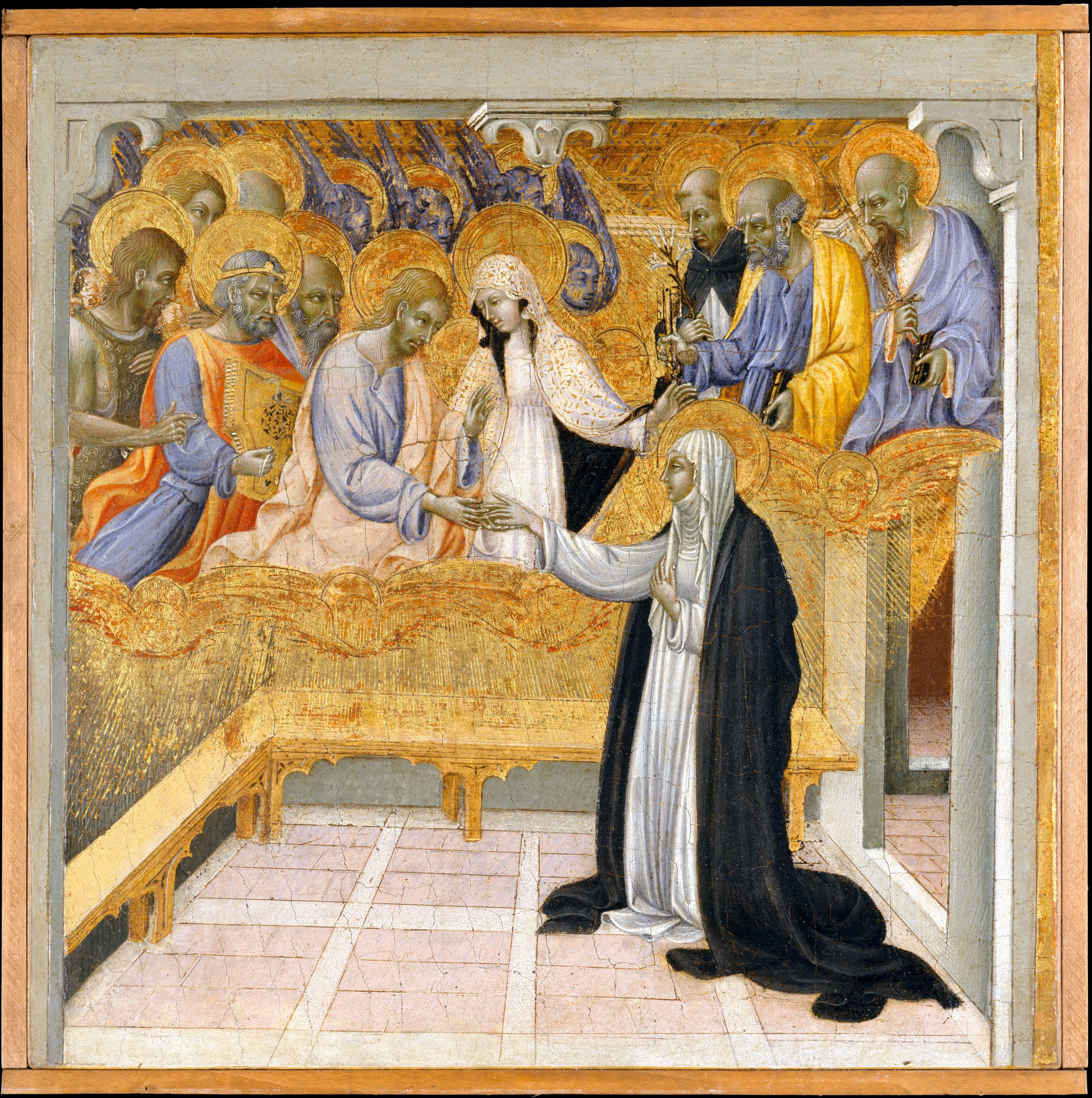
Мистический брак Екатерины Сиенской

Поскольку община не имела всего необходимого для этой церемонии, отправили служек с просьбой одолжить ткань у нескольких людей. Свечи попросили у других религиозных общин неподалёку, подушки и цветы — ещё у кого-то. Люди откликнулись на просьбы. «Отцы Святого Благовещения», монастырь Санта-Мария-Нуова и местные горцы дали свечи. Три кресла одолжил приор Пеши. Корзины цветов прибывали отовсюду. Слухи о готовящемся таинстве разлетелись быстро, и многие хотели как-то поучаствовать. Но пробст Пеши не разрешил никому, даже Паоло Рикордати, заходить в монастырь во время подготовки к церемонии мистического брака и проведения этой церемонии.
Утром дня Святой Троицы (27 мая 1619 года) Бенедетта услышала внутренний голос, который велел ей одеть двух послушниц как ангелов. Она быстро написала письмо отцу Рикордати, в котором попросила разрешения сделать так; тот разрешил ей. Бенедетта и другие пошли на хоры, где она взяла корзину цветов и раскидала их по полу, затем зажгла свечи и раздала их по одной. Затем сказала сёстрам стать на колени и дальше делать, как она скажет. Взяв распятие, она стала читать нараспев Veni Creator Spiritus, повела процессию за собой с хоров в сад, затем обратно и по кругу на хорах, где все они пели разные гимны и литании Приснодеве. Порассеяв фимиам и поклонившись несколько раз в сторону алтаря, Бенедетта опустилась на колени и снова стала петь, но уже одна. Её голос звучал еле слышно, слов было не разобрать.
Бенедетта вновь увидела Иисуса — такого яркого и прекрасного, что она с трудом могла на него смотреть. Тот сказал: «Радуйся, сегодня я женюсь на тебе». Затем явилась Мадонна со свитой ангелов и святых. Бенедетта ответила, что она не согласится, пока не проверит, кто жених на самом деле — Иисус или дьявол. «Я — не дьявол, но твой Иисус — ответил привидевшийся. — Дай мне руку, я желаю надеть на тебя кольцо». На что Бенедетта сказала: «Но, Иисус, я не достойна». Однако Мадонна взяла её правую руку, и Иисус надел кольцо на палец. Бенедетта поцеловала кольцо. Иисус сказал, что это кольцо не будет видеть никто, кроме неё. Затем этот сверхъестественный мужчина, незримый ни для кого, кроме Бенедетты, произнёс целую проповедь, на которой представил Бенедетту как свою невесту и служанку, величайшую из того, что он имеет в этом мире, и сказал, что все должны её слушаться. Бенедетта говорила в тот момент не своим обычным голосом, а несколько другим, который некоторым монахиням показался более красивым. Передав слова привидевшегося, Бенедетта вышла из транса и спустилась с хоров. По пути она ненадолго остановилась и поговорила с женой викария, которая, нарушив запрет пробста, пришла в монастырь на эту церемонию.
У некоторых участниц этого события оставались большие сомнения в подлинности и божественности чуда. Никто, кроме Бенедетты, не увидел Иисуса, святых или кольцо. Они знали, что мистический брак святой Екатерины Сиенской с Христом тоже не оставил видимых следов — но тот брак не был публичной церемонией, и у подлинных христианских мистиков вряд ли может быть желание устроить некий спектакль перед людьми, особенно если те люди не увидят ничего сверхъестественного, чтоб увериться. Современники Бенедетты понимали, что женщины, которым в те времена не было места в публичном общественном дискурсе, могут пытаться быть услышанными иными путями. Многие визионерки в действительности были женщинами, желающими внимания и власти, и могущими получить это лишь через подобные религиозные практики. Например, Мария де ла Виситасьон (исп. Maria de la Visitación), монахиня из Лиссабона, тоже имевшая стигматы, стала одной из самых влиятельных женщин в Европе 1580-х годов; с ней советовались короли и высокопоставленные клирики, пока не выяснилось, что она мошенница. И Бенедетта тоже вполне могла оказаться притворщицей.

## Первое расследование
Не только монахини были озабочены таким религиозным опытом Бенедетты Карлини, но и пробст Пеши, и светские власти города. Тот, кто говорил от имени Иисуса устами Бенедетты, превозносил её и угрожал вечным проклятием всем, кто не поверит, убеждал в том, что судьба жителей Пеши теперь в её руках. Подобное поведение было совсем не характерно для христианских святых, которые, если и сообщали людям божественные откровения, то в них всячески прославляли Господа, а не себя, и обретали последователей в первую очередь своим добрым характером и праведной жизнью, а не угрозами. Пробст пытался избежать всякой огласки мистического брака Бенедетты, но это не удалось. А поскольку многие малосведущие в религии люди склонны верить в непроверенные чудеса, ситуация в Пеше и окрестностях легко могла выйти из-под контроля светских и церковных властей.
Потому пробст Стефано Кекки запретил всем свидетелям церемонии мистического брака Бенедетты говорить об этом с посторонними. А 28 мая 1619 года, на следующий же день после этого брака, лично приехал в монастырь допрашивать Бенедетту и временно отстранил её от исполнения обязанностей аббатисы — до особого распоряжения. Временной исполняющей обязанности настоятельницы стала Феличе ди Джованни Гуеррини (итал. Felice di Giovanni Guerrini).
Первым делом пробст осмотрел стигматы Бенедетты Карлини — они были единственными видимыми знаками чудесного вмешательства. На той самой проповеди в день заключения мистического брака Христос вроде бы говорил, что раны на теле Бенедетты останутся открытыми и станут ещё больше, чем были. На руках, ногах и боку были сгустки засохшей крови размером с небольшую монету. Когда их помыли тёплой водой, раны немного приоткрылись и снова закапала кровь. Если её высушивали пототенцем, кровотечение усиливалось. На голове Бенедетты было много небольших шрамов, которые так же кровоточили после мытья тёплой водой и вытирания полотенцем. Стигматы, которые за день до того были лишь небольшими красными рубцами, изменились так, как Христос и предсказывал.
Затем пробст попросил Бенедетту вспомнить, как эти раны появились на её теле. Она рассказала про пять лучей от распятия, которые она видела во время великого поста, а также о том, что ощущает боль не постоянно, а по дням недели: «По воскресеньям они кажутся онемелыми, по понедельниками я почти не ощущаю боли; в остальные дни у меня сильная боль, особенно по пятницам».
После первого визита пробста Бенедетта впала в трансовое состояние, в котором написала два письма: к Рикордати и Кекки. Но выйдя из транса, она помнила только про первое, в котором просила отца-исповедника разрешить ей написать пробсту напрямую или встретиться с ним, чтобы передать слова Христа. Рикордати не разрешил этого делать, посчитав, что если Христос действительно пожелает что-то сказать пробсту, то уж найдёт способ это сделать. Но потом Рикордати адресованное ему письмо Бенедетты переслал Кекки. Бенедетта об этом не знала, и когда 7 июня 1619 Стефано Кекки приехал к ней опять и спросил, что Бенедетта хотела сказать ему, та была в замешательстве и не знала, что сказать. Пробст внось осмотрел её стигматы и отметил небольшие изменения. Рана на правой руке не кровоточила после мытья и вытирания полотенцем. Рубцы от проколов на голове тоже подсохли и выглядели частично зажившими. Пробст был озадачен и растерян, но больше ничего поделать не мог и ушёл. В дальнейшем он приходил осматривать Бенедетту ещё четырнадцать раз в период между концом мая и началом сентября 1619 года.
14 июня обнаружилось, что некоторые раны, почти зажившие неделю назад, вновь начали кровоточить. Пробст велел Бенедетте остричь её волосы и помыть голову, чтобы ранки было лучше видно. Так Бенедетта смогла ненадолго отлучиться из комнаты, где её допрашивали, и побыть в одиночестве, чтоб переодеться. Вскоре она вбежала обратно с криком: «Иисус, что это?». Кровь стекала по её лицу и капала на пол. Церковные дознаватели смогли остановить кровь полотенцами, но допрос пришлось прервать до следующего визита, потому что Бенедетта испытывала слишком сильную боль и не могла отвечать на вопросы.
В том же июне 1619 Бенедетта поведала отцу Рикордати, что она снова видела Иисуса в видении. Но в этот раз он был гневный и мстительный, вынул меч и был готов ударить. И грозил наказать чумой жителей Пеши за все их тяжкие грехи, в коих ни один не покаялся. Бенедетта просила его помиловать Пешу, сказала, что готова сама пребывать в Чистилище до Судного Дня. Явившийся Христос вроде смягчился и сказал Бенедетте продолжать любить его всегда и организовать процессию с его изображением. Рикордати разрешил устроить это.
23 июля Стефано Кекки встречался с Феличе ди Джованни Гуеррини, Бартоломеей Кривелли и ещё одной монахиней из той же общины — Маргеритой д’Иптолито Рикордати (англ. Margherita d'Iptolito  Ricordati), родственницей Паоло Рикордати. Но их свидетельства не добавили ничего существенного к уже известному пробсту и его помощникам. Основным препятствием на пути к публичному официальному признанию чудес, предположительно происходивших с Бенедеттой Карлини, было отсутствие чудесным образом появившегося обручального кольца. Другие монахини не могли его увидеть, потому что Бендетта всегда носила перчатку на той руке. Однако Маргерита Рикордати сказала, что видела на руке Бенедетты жёлтый ободок с крестиком, но он не был похож на кольцо. Когда пробст вновь вызвал Бенедетту на допрос и велел показать руки — у неё на безымянном пальце правой руки оказалось обыкновенное, не очень дорогое золотое кольцо с пятью точками размером с булавочную головку каждая. Средняя из них была тёмно-красного цвета. Церковные инспекторы желали исследовать дальше, но Бенедетте вдруг стало так плохо, что она не смогла отвечать на вопросы.
И всё-таки первое церковное расследование завершилось в её пользу. В итоге и пробст Пеши Стефано Кекки, и другие церковные дознаватели пришли к выводу, что видения Бенедетты были действительно сверхъественными видениями, а не сновидениями или фантазиями, а их религиозное содержание соответствовало догматическому учению и религиозной практике церкви. Так Бенедетта Карлини была признана подлинной провидицей.

## Официальное церковное признание монастыря и аббатисы
Через год, в июле 1620, пробст Пеши в своём письме папским чиновникам высказался одобрительно по вопросу о «полном ограждении» — придании этой квазимонашеской общине статуса официального монастыря. Потом викарий Пеши ещё раз посетил «театинок» и убедился, что они готовы стать полностью посвящёнными монахинями нового монастыря. Наконец, 28 июля 1620 Папа Римский подписал буллу об учреждении нового ограждённого монастыря. Как и желали монахини, он был назван «Конгрегация Божией Матери» (англ. Congregation of the Mother), а святой покровительницей монастыря стала Екатерина Сиенская. В монастыре была устроена своя церковь, и насельницы больше не выходили из него на мессу, а данные ими «неформальные» обеты бедности, целомудрия и послушания отныне становились торжественными и невозвратными, имевшими силу не только для самих монахинь и католической церкви, но для светских властей. Это означало, что если какая монахиня нарушит свои обеты и попробует покинуть монастырь, церковные и светские власти заставят её остаться или вернуться, применив любые прещения и даже силу при необходимости, а если кто-либо посторонний войдёт в женский монастырь без письменного разрешения аббатисы или епископа, он будет отлучён от церкви и сурово наказан светскими властями за это. Как только полное ограждение — статус официального женского монастыря — было получено, Бенедетта вернулась к исполнению обязанностей аббатисы и стала признанной католическими церковными властями настоятельницей этой обители. Однако правомочность её власти над монашеской общиной, по утверждению Патрисии Симонс (англ. Patricia Simons), и внутри, и вне монастыря признавалась не всеми; Бенедетта Карлини стала терять поддержку местного мирского истеблишмента, что могло быть причиной возобновления церковного расследования с передачей дела более удалённым церковным властям. Рудольф Белл также утверждает, что Бенедетта долгое время с трудом удерживала власть и обращалась за поддержкой к семейству Медичи.
О следующих двух годах жизни Бенедетты Карлини мало что известно. Джудит Браун полагает, что Бенедетта добросовестно исполняла хозяйственные и религиозные обязанности аббатисы, историк Рудольф Белл (англ. Rudolph Bell), независимо от Браун изучавший сохранившиеся архивные документы по делу Бенедетты Карлини, в том числе протоколы допросов монахинь, произведённых в ходе церковного расследования в 1622—1623 годах, говорит, что монахини были недовольны своей настоятельницей и желали сместить её. Поскольку монахини «Конгрегации Божией Матери», включая саму аббатису, уже официально уединились от мира и не могли покидать территорию своего монастыря даже на короткое время или по делу, в конце 1620 года была учреждена «коллегия внешних администраторов» (англ. board of outside administrators), чтобы помогать Бенедетте во внешних земных делах — например, продавать произведённые в монастыре шелка и сельскохозяйственную продукцию, закупать необходимое общине, договариваться с мирскими людьми и властями.

## Восстание из мёртвых
Джулиано, отец Бенедетты, умер между ноябрём 1620 и мартом 1621 года. Вскоре после смерти отца Бенедетта вновь стала часто впадать в трансовые состояния, увидела одного из своих ангелов-хранителей, которого звали Тесаурьелло Фиорито (итал. Tesauriello Fiorito). Тот предсказал Бенедетте неизбежную скорую смерть, а других монахинь призывал относиться к аббатисе с большей нежностью, чем прежде, ибо только после смерти Бенедетты они поймут её настоящую ценность, и ни одна другая монахиня того монастыря не будет столь хорошей аббатисой. После видения Бенедетта и сама начала говорить о том, что дни её сочтены, и даже приказала заранее выкопать ей могилу и оставить открытой до того дня, когда она понадобится.
В день Благовещенья (25 марта 1621 года) монахини нашли Бенедетту видимо мёртвой и позвали Паоло Рикордати. Тот пришёл тут же и громко приказал Бенедетте вернуться к жизни, что, ко всеобщему удивлению, и произошло. Когда Бенедетта ожила, она рассказала собравшимся, что видела ангелов и демонов, Чистилище и Рай, своего отца и ещё нескольких умерших людей.

## Второе расследование
Между августом 1622 и мартом 1623 года, Альфонсо Джильоли (итал. Alfonso Giglioli), недавно назначенный паский нунций во Флоренции, решил заново расследовать дело Бенедетты Карлини и послал нескольких своих клерков для этого. Эти дознаватели были настроены более скептически, чем предыдущие. В отличие от монахинь «Конгрегации Божией Матери», Паоло Рикордати или Стефано Кекки, нунций и его люди не были заинтересованы в положительном результате расследования.
Джудит Браун говорит об этом, как о втором церковном расследовании; Рудольф Белл полагает, что это было продолжением первого расследования, которое длилось с 1619 по 1623 год, не прерываясь.
Сомнения дознавателей относительно заявленных чудес и видений усилились, когда они познакомились с Бенедеттой и стали понимать её характер. Её мистический опыт нередко описывался нескромными и похотливыми словами. У так называемых ангелов были странные имена — Сплендителло, Тесарьело Фиорито, Виртудьоелло и Радичелло (итал. Splenditello, Tesauriello Fiorito, Virtudioello, Radicello). Эти имена больше походили на имена злых духов, нежели на имена небесных созданий. Дознаватели не нашли в Бенедетте Карлини выдающегося милосердия, смирения, терпения, послушания, скромности и других христианских добродетелей, проявленных в столь же высокой мере, как у большинства святых, водимых духом Божьим. Бенедетта явно не могла быть примером для других добрых христиан. Новые дознаватели также обнаружили противоречия в видениях Бенедетты. Например, в одном из них Приснодева попросила её спросить разрешение отца Рикордати на то, чтоб получить ещё одного ангела-хранителя, но этот самый ангел уже появлялся в более ранних видениях. И для дознавателей стало очевидно, что такие видения — не от Бога, поскольку Бог не может лгать или противоречить самому себе. И даже видимые стигматы Бенедетты могли быть отметками не Христа, но дьявола, потому что они появились не во время усердной молитвы в суровости пустыни, и не после долгого уединения — а тогда, когда Бенедетта лежала на мягкой постели, где враги Божии обыкновенно пребывают.
Столь же сомнительной представлялась божественность чудесного обмена сердцами с Христом и мистического брака с ним же. Если то и вправду был всемогущий Иисус, почему Бенедетте понадобилась помощь Бартоломеи для завершения этого чуда? А торжественная церемония мистического брака выглядела ещё более подозрительной. По мнению дознавателей, если Христу нужна публичность, то лишь для того, чтоб явить чудо многим людям. Но ничего сверхъестественного никто не видел до тех пор, пока через два месяца, когда потёртое на вид обручальное кольцо — совсем не такое красивое и сверкающее, как Бенедетта описывала — неизвестно как появилось у неё на правой руке.
Кроме того, дознаватели обнаружили у Бенедетты вероятную наследственную демоническую одежимость. Как утверждалось, её родители одно время были одержимыми. Несмотря на демонстрируемое отвращение к мясным и молочным продуктам, Бенедетта тайком брала и ела салями и мортаделлу — но однажды другая монахиня подглядела это. Всё это очень напоминало поведение отца Бенедетты в тот период, когда он «тоже был осаждаем духами». Свидетельства других монахинь указывали на то, что некоторые из произошедших с Бенедеттой сверхъестественных явлений были сфальсифицированы. Две монахини подглядывали за Бенедеттой через дырку в двери её кабинета и видели, как Бенедетта «обновляла» свои раны большой иглой. Ещё одна стала свидетельницей того, как аббатиса мазала статую Христа своей кровью, а потом заявила, что эта статуя сама закровоточила в честь её святости. Другие свидетельницы сообщили, что видели, как Бенедетта вырезала звезду из золотой фольги и приклеила её себе на лоб красным воском — а потом говорила, что это Христос целовал её в лоб и оставил такой чудесный знак. А когда монахини коллективно занимались самобичеванием, одна из них стояла рядом с Бенедеттой и видела, что та ни разу не ударила себя плетью по-настоящему, а вместо этого намазала плеть кровью из своих ран, чтоб создать видимость. И это при том, что в одном из экстазов якобы ангел говорил устами Бенедетты, что «театинки» должны учиться у неё, как надо бичевать себя с истинным духовным рвением. Три монахини видели, как их настоятельница бегала босиком по монастырю, как будто бы её ноги исцелились, а одна слышала, как Бенедетта спрыгнула с небольшого стола на пол и воскликнула: «Кто бы ни увидел меня спрыгивающей, должен сказать, что с моими ногами всё в порядке».
Свидетельские показания Бартоломеи оказались интереснее. Она однажды случайно нашла в столе Бенедетты маленькую латунную коробочку с разбавленным шафраном. Вероятно, этот шафран и кровь Бенедетты использовались, чтобы нарисовать те точки на кольце. Но самыми шокирующими оказались рассказы Бартоломеи о её лесбийских интимных отношениях с Бенедеттой. В своём отчёте дознаватели записали: «Эта сестра Бенедетта потом два года подряд как минимум три раза в неделю по вечерам раздевалась, ложилась в постель и ждала, пока её сожительница разденется, и звала её, говоря, что та нужна ей. Когда Бартоломея подходила, Бенедетта хватала её руками и силой кидала в постель. Обнимая её, она клала её под себя и целовала её так, как если бы она была мужчиной, говорила ей слова любви. И она так много шевелилась сверху на ней, что обе они портили себя. И так она силой удерживала её — когда час, когда два, когда три часа». По показаниям Бартоломеи, они с Бенедеттой практиковали натирание гениталий и поцелуи, но не использовали каких-либо предметов, и «Бенедетта говорила ей, что ни она, ни Бенедетта не совершают греха, потому что всё это делал Ангел Сплендителло, а не она. И она всегда говорила голосом, которым Сплендителло всегда говорил через Бенедетту». Бенедетту тоже допросили насчёт её отношений с Бартоломеей, но Бенедетта сказала, что не может вспомнить, что происходило, когда Сплендителло говорил и действовал через неё, и отказывалась признать то, что она вступала в половую связь, поскольку всё происходило якобы вообще не по собственной воле Бенедетты, а по воле этого Сплендителло.
Церковные дознаватели не были готовы столкнуться с такой ситуацией, потому что в Италии и во всей Европе в XVII веке было задокументировано очень мало случаев лесбиянства, и многие вообще не представляли себе, что женщина может начать испытывать половое влечение к другой женщине, не воспринимаемой в качестве мужчины — при том, что женщины считались более похотливыми существами, а запретные интимные отношения между ними описывались в юридических комментариях, написанных Антонио Гомесом (Antonio Gomez), Грегорио Лопесом (Gregorio Lopez) и Просперо Фариначчи (Prospero Farinacci), которые в предшествующие десятилетия были отпечатаны большими тиражами и распространены в Италии. Однако известны сотни, если не тысячи, случаев, когда предметом разбирательства становился блуд монахини с мужчиной, а также мужские гомосексуальные контакты как между монахами или другими клириками, так и между мирянами — и лишь единицы случаев осуждения женщин за гомосексуальность.
Второе расследование завершилось 5 ноября 1623 года, когда клирики-дознаватели отправили нунцию свой «Последний отчёт». К тому времени Бенедетта вновь была отстранена от обязанностей аббатисы (на сей раз окончательно), и жила в том же монастыре как обычная монахиня в подчинении новой аббатисы. Никаких следов от стигматов или обручального кольца на её теле больше не было видно, а когда дознаватели последний раз спросили Бенедетту о её видениях, чудесных явлениях, ангелах, откровениях и экстазах — та ответила, что больше не видела и не испытывала ничего такого. Дознаватели пришли к выводу о том, что «все те вещи, что происходили с ней или делались ею, не только те, что считаются греховными, но и другие, которые считались сверхъественными и чудесными, так как они происходили, пока она была не своём уме, являются делом дьявола». Другим важным выводом расследования было признание отца-исповедника Паоло Рикордати также виновным в случившемся, поскольку из-за его недостаточной компетентности и чрезмерного доверия к словам Бенедетты Карлини вся эта ситуация продолжалась так долго и зашла так далеко. Но Рикордати немного не дожил до конца второго расследования, скончался 18 октября 1623 года на семьдесят седьмом году жизни. Бартоломея Кривелли на допросах говорила, что Бенедетта, «игравшая роль» ангела мужского пола по имени Сплентиделло, силой принуждала её к лесбиянству. Представляется, что дознаватели были склонны считать Бенедетту виновной, но заслуживающей снисхождения, поскольку в изменённых состояниях сознания она не принадлежала себе. Окончательное решение о мере наказания и дальнейшей судьбе монахини оставалось за папским нунцием.

## Поздние годы и смерть
Историк Джудит Кора Браун не смогла найти никаких сведений о решении папского нунция и жизни Бенедетты Карлини после второго церковного расследования, кроме краткой дневниковой записи, сделанной 7 августа 1661 года монахиней, чьё имя до нас не дошло: «Бенедетта Карлини скончалась в возрасте 71 года от лихорадки и коликов, после восемнадцати дней болезни. Она умерла с покаянием, проведя тридцать пять лет в тюрьме».
Получается, что тюремное заключение Бенедетты Карлини началось в 1626 году, через три года после второго расследования. Возможно, так произошло просто из-за медлительности церковной бюрократии. Но может быть и так, что церковные власти проявили снисхождение к бывшей аббатисе и решили не наказывать её сурово, если она покается и никогда не повторит прежнего — но Бенедетта не смогла или не захотела долго жить обычной послушной монахиней. Джудит Браун допускает, что именно в 1626 году светские и церковные власти признали Бенедетту Карлини угрозой общественному порядку, поскольку она оставалась популярной среди мирян, и решили надёжно запереть её в монастыре, изолировать от общества сильнее, чем других монахинь той же обители. Рудольф Белл считает более вероятным то, что решение об одиночном заключении Бенедетты было принято собранием монахинь того самого монастыря, а не внешними церковными властями. Запись этого решения не сохранилась или не найдена, и на вопрос о том, кто именно и за что конкретно приговорил Бенедетту Карлини, до сих пор нет ответа.
Браун полагает, что условия заточения, в котором Бенедетта Карлини провела последние 35 лет жизни, были весьма суровыми, поскольку церковные власти приняли за основу для уставов женских монастырей «Конституцию» святой Терезы Авильской, которая считала подобные плотские грехи самыми тяжкими проступками монахинь. Наказанием за такой грех могло быть только пожизненное заключение в одиночной камере. Виновная в нём сестра «ни в коем случае, даже если она покается и будет умолять о милости и прощении, не может быть принята обратно в общину; исключение может быть сделано только при появлении в дальнейшем обоснованной причины и по рекомендации инспектора». Другим монахиням, кроме назначенных надзирательницами, категорически запрещалось разговаривать с наказанной или передавать ей что-либо — под угрозой самим подвергнуться такому же наказанию. У заключённой монахини отбирали вуаль и наплечник, но ей всё-таки позволялось ненадолго выходить из своей кельи-камеры — но только на мессу и на коллективное самобичевание плетьми. В дни проведения таких мероприятий наказанной также дозволялось разделить трапезу с сёстрами — но она должна была кушать на полу у двери трапезной, а остальные, выходя оттуда, должны были перешагнуть через неё. Несколько дней в неделю заключённая должна быть на хлебе и воде.
Известие о смерти Бенедетты Карлини быстро вышло за стены монастыря. Жители Пеши не забыли её даже через сорок лет после событий, принёсших ей известность, тридцать пять из которых Бенедетта провела в строгой изоляции от общества. Причина может быть в том, что её пророчество о наказании не поверивших в конце концов сбылось, и в 1631 году чума пришла в Пешу. Церковные и светские власти пытались разоблачить фальшивые чудеса Бенедетты и дискредитировать её, но многие люди им не верили. Целая толпа желающих проститься с Бенедеттой Карлини, прикоснуться к её телу или даже взять кусочек от него как реликвию пришла к воротам монастыря. Монахиням пришлось запереть двери церкви, чтоб не допустить шум и суматоху во время похорон. Мёртвую Бенедетту внесли в церковь одетой в такое же, как у других, полное монашеское облачение с чёрной вуалью, которое вернули ей посмертно.
Ещё меньше информации удалось получить о дальнейшей жизни Бартоломеи Кривелли. От неё осталась лишь такая же краткая и полустёртая дневниковая запись неизвестной монахини, датированная 18 сентября 1660 года: «Сестра Бартоломея [пропуск] умерла [сегодня?]; она жила с сестрой Бенедеттой Карлини, которая вовлекла её в те обманы, что описаны в этой книге на странице [пропуск]. Из-за них она испытала множество трудностей… В бренных делах она работала так упорно, как только могла, и в духовных делах она была очень верной и всецело отдавалась святой молитве». Возможно, Бартоломею признали невинной жертвой обмана и принуждения и никак не наказывали, оставили на своём месте в монастыре. Среди других монахинь обители, периодически напоминавших ей о былых прегрешениях, она некоторое время могла быть психологически стигматизированной, но, видимо, прожила оставшуюся жизнь как обыкновенная монахиня «Конгрегации Божией Матери».

## Исследования, оценки и критика
Несмотря на вышеописанную популярность при жизни, после смерти Бенедетта Карлини была почти забыта, и более трёх веков специалисты по истории религии упоминали её редко и кратко, не давая новых интерпретаций, либо не упоминали вовсе — видимо, потому что многим из них монахиня, ведущая активную половую жизнь, представлялась неким оксюмороном, а плотские отношения между насельницами женского монастыря в XVII веке казались практически невозможными. Только в 1980-х годах Джудит Браун и Рудольф Белл независимо друг от друга провели исторические исследования подлинных документов, сохранившихся в государственных архивах Флоренции. Браун результаты своего исследования издала в 1986 году в виде книги «Нескромные деяния: жизнь монахини-лесбиянки в Италии эпохи Возрождения», а Белл в 1987 году опубликовал статью «Сексуальность эпохи Возрождения и флорентийские архивы: обмен» (англ. Renaissance Sexuality and the Florentine Archives: An Exchange) в журнале «Renaissance Quarterly». Белл усомнился в том, что Браун правильно и непредвзято интерпретирует архивные документы, утверждал, что она слишком акцентирует внимание на зачёркнутых и недописанных фрагментах текста, описывающих действия сексуального характера, и необоснованно считает их доказательством путанности показаний Бенедетты Карлини и повышенной озабоченности мужчин, расследовавших её дело, именно эротической стороной этого дела.
Специалист по истории лесбиянства Лиллиан Фадерман (Lillian Faderman) напоминает, что термины «лесбиянство» и «лесбиянка» в их современном значении в XVII веке в Италии не употреблялись. В документах церковных расследований гомосексуальное поведение как мужчин, так и женщин именовалось «содомией», а по отношению к Бенедетте Карлини клирики должны были употребить итал. tribade. Фадерман также обвиняет Браун в чрезмерной акцентуации на сексуальности Бенедетты и стремлении сделать сенсацию на этой теме, хотя Браун и поясняет, что использует термины «лесбийская сексуальность» (англ. lesbian sexuality) и «монахиня-лесбиянка» (lesbian nun) лишь для того, чтобы современному читателю было понятно, о чём идёт речь.
Феминистская религиоведка Энн Е. Маттер (англ. E. Ann Matter) представила альтернативный взгляд на историю с Бенедеттой Карлини в статье, опубликованной в 1990 году в журнале Journal of Homosexuality. Она проанализировала сходства и различия в биографиях Бенедетты Карлини и другой монахини-мистика, также жившей в Италии в XVII веке — Марии Домитиллы Галлуцци (англ. Maria Domitilla Galluzzi) из Павии. Карлини и Галлуцци обе были самопровозглашёнными провидицами, одно время глубокоуважаемыми в своих религиозных и мирских сообществах, но каждая вызывала подозрения и стала объектом детального церковного расследования. Но, в отличие от Бенедетты Карлини, Мария Галлуцци не обвинялась в сексуальных нарушениях и, видимо, действительно не имела никакого «сексуально-мистического» опыта. Маттер задаётся вопросом о том, не могли ли исследователи поддаться соблазну перенести современные им понятия о сексуальности на прошлое. Описание Бенедетты Карлини как «монахини-лесбиянки» может оказаться чрезмерно упрощённым; её сексуальность скорее следует рассматривать «как организующуюся для выработки органической связи между духовным и чувственным».
Позднее Брайан Пол Левак (англ. Brian Paul Levack) проанализировал историю Бенедетты Карлини и другие подобные случаи в контексте его работы по исследованию демонической одержимости и экзорцизма в центральной Европе в XVII—XVIII веках. Он отметил, что случай Карлини — явно аномальный средни них: Бенедетта утверждала, что в неё вселялся ангел Сплендителло, когда она занималась лесбийской любовью с Бартоломеей; в других исследованных Леваком случаях ничего подобного не обнаружилось. Левак попытался понять это событие в его историческом и философском контексте, отмечает, что в XVII и XVIII веке в католической мысли всё сильнее проявляется номинализм и исследуется больше проявлений деятельности демонических существ, чем ранее. Признаками вероятного демонического воздействия стали считаться конвульсии, боль, нарушения функций тела, видимые симптомы эпилепсии, левитация, трансовые состояния, мистические видения, богохульство, надругательство над сакральными предметами, рвота, аморальные жесты и действия, эксгибиционизм. По мнению Левака, одержимость и экзорцизм стали своего рода религиозным театром, каналом самовыражения для некоторых женщин. В эпоху барокко общество всё ещё предписывало женщинам — как мирянкам, так и монахиням — социальную пассивность и ведомую роль. Чтобы слова женщины были услышаны не только её близкими и приобрели общественную значимость, ей оставалось быть или казаться либо «Богом отмеченной» святой, либо «одержимой дьяволом».

## В культуре
По книге Джудит Браун канадский драматург и постановщик Розмари Роув (англ. Rosemary Rowe) написала пьесу «Бенедетта Карлини — монахиня-лесбиянка в ренессансной Италии» (Benedetta Carlini: Lesbian Nun of Renaissance Italy), в которой основное внимание уделено отношениям Бенедетты и Бартоломеи.
Нидерландский режиссёр Пол Верховен в 2021 году снял биографический художественный фильм о Бенедетте Карлини, который в России должен был идти под названием «Искушение», а в оригинале назывался «Benedetta». Её роль исполнила Виржини Эфира.

## Пояснения
1. 1 2 3  Прим. перев. Сложно подобрать русский эквивалент англ. complete enclosure. Из контекста можно понять, что имеется в виду не строительство забора вокруг монастырских зданий, а получение этой женской полумонашеской общиной официального статуса регулярного монастыря Римскокатолической церкви, в котором монахини будут будут более строго ограждены, тщательнее изолированы от внешнего мира.
2. ↑  В те времена невозвратные монашеские обеты имели юридическую силу, и не только церковные, но и светские власти могли применить насилие к монаху или монахине, чтобы заставить оставаться в монастыре либо вернуться туда в случае побега. Например, Совет Трента (англ. Council of Trent) постановил: «Святой совет … повелевает всем епископам … проявлять особую заботу о том, чтобы во всех подчинённых им монастырях, как и в других, подчинённых Святому Престолу, ограждение монахинь было восстановлено везде, где оно было нарушено, и сохранено там, где не было нарушено; непослушных и отрицающих удерживать церковными прещениями и другими наказаниями, отклоняя всякие апелляции, и даже прибегая к помощи светских властей в случае необходимости. Святой совет увещевает всех христианских государей оказывать такую поддержку [епископам] под угрозой наказания отлучением от церкви, навлекаемым на себя ipso facto любыми гражданскими должностными лицами. Ни одной монахине после принятия обетов не дозволяется ни под каким предлогом покидать монастырь даже на короткое время, кроме имеющих законную причину, одобренную епископом; никакие извинения и привилегии не имеют значения. Также никто [посторонний], независимо от происхождения и положения в обществе, пола или возраста, под угрозой отлучения от церкви, навлекаемого на себя ipso facto, не имеет права входить в монастырь без письменного разрешения настоятеля или епископа»[68][69].